# Ameerega altamazonica
Espèce
Statut CITES
Ameerega altamazonica est une espèce d'amphibiens de la famille des Dendrobatidae.

## Répartition
Cette espèce est endémique du Pérou. Elle se rencontre dans les régions de San Martin, de Huánuco, de Loreto et d'Ucayali de 150 à 865 m d'altitude dans le bassin des río Huallaga et río Ucayali.

## Description
Les mâles mesurent de 17,4 à 22,9 mm et les femelles de 18,0 à 24,5 mm

## Étymologie
Son nom d'espèce lui a été donné en référence à sa distribution, la haute Amazonie.

## Publication originale
- Twomey & Brown, 2008 : A partial revision of the Ameerega hahneli complex (Anura: Dendrobatidae) and a new cryptic species from the East-Andean versant of Central Peru. Zootaxa, no 1757, p. 49–65 (texte intégral).